# 文物分类
文物分类是研究文物的基本方法之一，并发展成分支学科——文物分类学，目前主要有时代分类法、区域分类法、存在形态分类法、质地分类法、功能分类法、属性分类法、来源分类法、价值分类法等。

## 时代分类法
时代分类法是按文物的制作时代对文物进行分类的方法。以中国为例，可以先分为古代文物和近现代文物：
- 古代文物：旧石器时代文物、新石器时代文物、夏朝文物、商代文物等各时期文物。
- 近现代文物：近代文物（1840-1919）、现代文物（1919-今天）。

## 区域分类法
区域分类法是按文物所在地点（出土、收藏、保存）对文物分类的方法。可以按照自然地理（水系、山脉等）进行分类，但一般按行政区划进行分类。按照自然地理是模糊的划分，而按照行政区划则有严格界限。以中国为例：
- 自然地理：中原文物、边疆文物、泰沂山系、燕山南北、黄河流域、长江流域……
- 行政区划：分为省、自治区、直辖市和特别行政区及其下边的市、州、区、县、旗级行政区。

## 存在形态法
存在形态法是按文物是否可移动对文物分类的方法，可分为不可移动文物和可移动文物。
以中国为例，根据《中华人民共和国文物保护法》又可以细分：
- 不可移动文物：古文化遗址、古墓葬、古建筑、石窟寺、石刻、壁画、近代现代重要史迹和代表性建筑等。

- 可移动文物：历史上各时代重要实物、艺术品、文献、手稿、图书资料、代表性实物等。

## 质地分类法
质地分类法是按制作文物的材料进行分类的方法，可分为：玉器、石器、骨器﹑角器、牙器、木器、竹器、蚌器、陶器﹑瓷器、漆器、铜器、铁器、金器﹑银器、铅器﹑锡器、珐琅器﹑玻璃器﹑纺织品、纸类等……

## 功能分类法
功能分类法是按文物的用途对文物分类的方法。
以下以古建筑、古器物分别举例：
- 古建筑：城市建筑、宫殿建筑、衙署建筑、园林建筑、宗教建筑、馆堂建筑、坛庙建筑、书院建筑、民居建筑、纪念建筑、交通建筑、水利设施……
- 古器物：农具、手工具、兵器、炊器、盛器、酒器、水器、乐器……

## 属性分类法
功能分类法是按文物的社会属性、科学文化属性对文物分类的方法，可分为生产工具、生活用具、建筑类、交通工具类、兵器类、礼器类、明器类、俑类、科技类、宗教类、民族类、民俗类、乐器类、戏剧类、艺术类、体育类、纪念类、革命类、礼品类……